# Olga Gennadjewna Golowkina

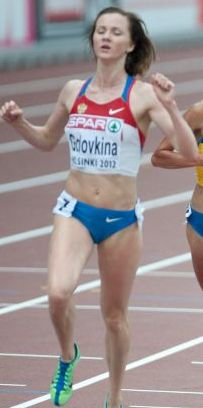
Golowkina beim Zieleinlauf bei den Europameisterschaften 2012

Olga Gennadjewna Golowkina (russisch Ольга Геннадьевна Головкина, engl. Transkription Olga Golovkina;) (* 17. Dezember 1986 in Perm) ist eine russische Langstreckenläuferin und Europameisterin über 5000 Meter (2012).

## Werdegang
Bei den Europameisterschaften 2010 in Barcelona wurde sie Elfte über 5000 Meter.
2012 wurde sie über dieselbe Distanz russische Hallenmeisterin und siegte im Juni bei den Europameisterschaften in Helsinki.
Am 17. Juli 2013 wurde sie bei einer Trainingskontrolle positiv auf das Anabolikum Dehydrochlormethyltestostero getestet und vom russischen Leichtathletik-Verband für zwei Jahre, vom 2. August 2013 bis zum 1. August 2015 gesperrt.

## Persönliche Bestzeiten
- 1500 m: 4:06,75 min, 9. Juli 2011, Moskau
  - Halle: 4:17,26 min, 11. Februar 2012, Moskau
- 3000 m: 9:01,91 min, 6. August 2011, Moskau
  - Halle: 8:57,52 min, 22. Februar 2012, Moskau
- 5000 m: 15:11,20 min, 13. Juni 2012, Moskau
  - Halle: 15:39,61 min, 24. Februar 2012, Moskau